# Episodi di Sofia la principessa (seconda stagione)
La seconda stagione della serie televisiva Sofia la principessa viene trasmessa dal 7 marzo 2014 sul canale statunitense e italiano Disney Junior. In Italia è iniziata su Disney Junior a partire dal 2 giugno 2014 e su Rai Yoyo dal 2015. L'episodio 4 è stato trasmesso al cinema durante il Disney Junior Party il 18 ottobre 2014 e trasmesso in prima TV il 2 febbraio 2015. In questa stagione gli episodi italiani seguono una progressione diversa rispetto a quella americana.
Principesse guest star:
- Biancaneve, appare nell'episodio Il banchetto magico.
- Mulan, appare nell'episodio Principesse alla riscossa.
- Rapunzel, appare nell'episodio speciale da 45 minuti L'incantesimo dell'amuleto, terzo film della serie numerato come episodio 18.
- Tiana, appare nell'episodio Il dono di Invernia.

| n° | Titolo originale                  | Titolo italiano                    | Prima TV USA     | Prima TV Italia   |
| -- | --------------------------------- | ---------------------------------- | ---------------- | ----------------- |
| 1  | Two Princesses and a Baby         | Due principesse e un bebé          | 7 marzo 2014     | 23 giugno 2014    |
| 2  | The Enchanted Feast               | Il banchetto magico                | 4 aprile 2014    | 2 giugno 2014     |
| 3  | The Flying Crown                  | La corona volante                  | 11 aprile 2014   | 1º settembre 2014 |
| 4  | Mom's the Word                    | La festa della mamma               | 25 aprile 2014   | 2 febbraio 2015   |
| 5  | The Silent Knight                 | Il cavaliere silenzioso            | 9 maggio 2014    | 8 settembre 2014  |
| 6  | The Enchanted Science Fair        | Il concorso di scienza incantata   | 30 maggio 2014   | 15 settembre 2014 |
| 7  | King for a Day                    | Re per un giorno                   | 27 giugno 2014   | 29 settembre 2014 |
| 8  | When You Wish Upon a Well         | Il pozzo dei desideri              | 11 luglio 2014   | 22 settembre 2014 |
| 9  | Gizmo Gwen                        | Le invenzioni di Gwen              | 25 luglio 2014   | 9 febbraio 2015   |
| 10 | Sofia the Second                  | Una Sofia di troppo                | 1º agosto 2014   | 12 febbraio 2015  |
| 11 | Mystic Meadows                    | Il parco incanto                   | 8 agosto 2014    | 26 ottobre 2015   |
| 12 | Princesses to the Rescue!         | Principesse alla riscossa          | 15 agosto 2014   | 2 novembre 2015   |
| 13 | Ghostly Gala                      | Il gala fantasma                   | 3 ottobre 2014   | 30 ottobre 2015   |
| 14 | The Emerald Key                   | La chiave di smeraldo              | 11 ottobre 2014  | 29 ottobre 2015   |
| 15 | Scrambled Pets                    | Animali... scombinati              | 17 ottobre 2014  | 27 ottobre 2015   |
| 16 | The Princess Stays in the Picture | Quadri incantati e pennelli fatati | 24 ottobre 2014  | 28 ottobre 2015   |
| 17 | Baileywhoops                      | La spilla stregata                 | 7 novembre 2014  | 3 novembre 2015   |
| 18 | The curse of princess Ivy         | L'incantesimo dell'amuleto         | 23 novembre 2014 | 23 febbraio 2015  |
| 19 | Winter's Gift                     | Il dono di Invernia                | 12 dicembre 2014 | 9 novembre 2015   |
| 20 | The Leafsong Festival             | Il festival Fogliosa Sinfonia      | 16 gennaio 2015  | 4 novembre 2015   |
| 21 | Substitute Cedric                 | Cedric, il supplente               | 20 febbraio 2015 | 5 novembre 2015   |
| 22 | Clover Time                       | Compagni di stanza                 | 27 marzo 2015    | 6 novembre 2015   |
| 23 | In a Tizzy                        | La fata madrina                    | 27 marzo 2015    | 11 novembre 2015  |
| 24 | A Tale of Two Teams               | Sfida a palla stregata             | 27 marzo 2015    | 10 novembre 2015  |
| 25 | The Littlest Princess             | Una principessa piccolissima       | 1º luglio 2015   | 12 novembre 2015  |
| 26 | Buttercup Amber                   | Il ranuncolo Amber                 | 8 luglio 2015    | 13 novembre 2015  |
| 27 | Carol of the Arrow                | Carol della freccia                | 15 luglio 2015   | 26 gennaio 2016   |
| 28 | Sidekick Clio                     | Amiche del cuore                   | 22 luglio 2015   | 27 gennaio 2016   |
| 29 | Minimus is Missing                | Minimus è scomparso!               | 12 agosto 2015   | 25 gennaio 2016   |

## Due principesse e un bebè
Amber vorrebbe festeggiare il suo compleanno senza doverlo condividere come sempre con il gemello James. Chiede allora a Cedric un incantesimo che renda il fratello più giovane, ma qualcosa va storto e James torna bebé. Sofia, per salvare il compleanno di Amber, si sbarazza di Cedric e fa ricrescere nuovamente James.

## Il banchetto magico
La terribile signorina Ortica, volendo rubare a Sofia l'amuleto di Avalor, durante il banchetto magico tenuto da Cedric si presenta al castello sotto le mentite spoglie della maga Sacha nell'attesa di aver evocato Rosey la rosa, crudele compagna di quest'ultima. Sofia dovrà costituire un'alleanza improbabile con Clover, Cedric, e Beccalegno per salvare la sua famiglia e recuperare l'amuleto. Biancaneve accorrerà in suo aiuto, dicendole di fidarsi dei suoi istinti. Sofia e i suoi amici sveleranno la vera identità della maga Sacha sventando il piano malefico di rovinare il banchetto magico.

## La corona volante
A Incantia si disputa il Derby Volante: una gara equestre con in palio il trofeo della Corona Volante. Sofia e James militano nella squadra della Reale Accademia, ma James si sloga un polso e non può partecipare. Sofia non si arrende e insieme ai suoi amici sono pronti a salvare l'onore di James e vincere il trofeo della Corona Volante.

## La festa della mamma
Sofia parte per un pic-nic per celebrare la festa della mamma, ma in realtà vorrebbe passare solo con la madre questo giorno come gli altri anni. Durante il viaggio Sofia incontra Lucinda e ne approfitta per chiederle un favore. Lucinda accontenta l'amica dividendo il gruppo, ma la regina Miranda è preoccupata per gli altri e decide di tornare indietro. Nel frattempo i principini e il maggiordomo tentano di raggiungerle, ma vengono ostacolati dalla strega Marla, madre di Lucinda. Quando Lucinda trova il coraggio di dire a sua madre che è diventata buona, Marla accetta la decisione della figlia e rimette le cose a posto. Anche Sofia ammette davanti a tutti il suo sbaglio e invita le due streghe a festeggiare con loro.

## Il cavaliere silenzioso
Sofia conosce Sir Bartleby, un cavaliere che non parla perché si vergogna della sua strana voce. Quando al castello arriva zia Tilly, Sir Bartleby se ne innamora e non sa come dirglielo... Sarà Sofia a fargli superare la paura di parlare.

## Il concorso di scienza incantata
Sofia, Amber e James preparano dei progetti magici per il concorso di scienza incantata della Reale Accademia e si impegnano a vincere per re Roland, che da ragazzo non vi riuscì. Toccherà a Sofia e i suoi amici a seguire le orme del padre e vincere il concorso di scienza incantata. Questo concorso sara molto divertente

## Re per un giorno
James viene nominato re per un giorno ed è convinto che fare il sovrano sia divertente. Il bambino cambia idea quando scopre la lunga lista degli impegni reali. Sarà Sofia a suggerirgli delle soluzioni divertenti per risolvere i problemi del regno.

## Il pozzo dei desideri
Re Roland passa molto tempo con Sofia. Amber si sente esclusa e visto che suo padre è allergico ai gatti, chiede a un vecchio pozzo dei desideri di farlo diventare allergico anche a Sofia. Il desiderio però trasforma Sofia in un gattino viola. Clover e i suoi amici la aiuteranno a tornare in forma umana.

## Le invenzioni di Gwen
Mentre aiuta Amber a organizzare la Festa dei Frutti di Bosco, Sofia conosce Gwen, figlia dello chef e inventrice a tempo perso. In realtà le invenzioni di Gwen sono geniali, e Sofia capisce che la nuova amica ha solo bisogno di credere nei suoi sogni per farli avverare.

## Una Sofia di troppo
Sofia vuole partecipare ad una festa, ma nello stesso momento ha un altro impegno. Quando scopre che il mago Cedric ha un incantesimo capace di duplicare cose e persone, di nascosto lo prova su di sé creando una seconda Sofia, che si distingue dall'originale solo per il vestito di colore rosa. Alla fine, le due Sofia dovranno unire le forze per cercare di rimettere a posto sia le cose, che le persone. 

## Il parco incanto
Sofia visita una casa di riposo per maghi anziani, Ed In questa occasione aiutera' Cedric ad avere la bacchetta magica di famiglia.

## Principesse alla riscossa
James e Jin si mettono alla ricerca di un tesoro leggendario, ma finiscono in una trappola. Sofia e le sue amiche vanno in loro aiuto.

## Il gala fantasma
Sofia organizza al castello un party per Halloween, ma anche un fantasma vuole festeggiare l'evento con i suoi amici ed è intenzionato a far scappare tutti gli umani dal castello.

## La chiave di smeraldo
La principessa Lani si è persa e Sofia promette di aiutarla a far ritorno a casa sua. Una terribile ed infida strega vuole rubare la chiave di Lani e prende le sue sembianze. Per capire chi è la vera Lani si organizza una gara. A fine gara, però, Sofia e i suoi amici scoprono l'identità della falsa Lani e la strega, sconfitta, viene squalificata.

## Animali... scombinati
Sofia e Amber portano di nascosto i loro animali e per sbaglio i loro animali vengono colpiti da una magia.

## Quadri incantati e pennelli fatati
Sofia e Hildegard competono nell'arte della pittura magica. Hildegard vuole strafare e senza volerlo imprigiona le sue compagne nei dipinti.

## La spilla stregata
Un maligno e falso maggiordomo vuole prendere il posto di Baileywick e ricorre alla magia per far diventare questi un incapace. Tocca a Sofia a licenziare il maggiordomo e riportare Baileywick al suo posto.

## L'incantesimo dell'amuleto
Sofia scopre che il suo amuleto non è solo in grado di farla parlare con gli animali, quando Amber lo usa per evocare da sola una principessa in bianco e nero di nome Ivy. Purtroppo però, la principessa Ivy è considerata una malefica strega e vuole rovesciare il regno di Encantia con la possibilità di comandare le farfalle. Per fortuna Sofia e Amber riceveranno l'aiuto di alcuni draghi parlanti e di Rapunzel per colorare tutto il regno di Encantia ed eliminare Ivy dal castello della famiglia reale.

## Il dono di Invernia
Sofia fa amicizia con Invernia che è stata colpita da una maledizione e la aiuta a trovare un regalo da fare alla strega per convincerla a sciogliere la maledizione.

## Il festival Fogliosa Sinfonia
Crackle vuole cantare al festival, ma per farlo deve rinunciare al suo potere.

## Cedric, il supplente
Le fate sono assenti e Cedric sostituisce una di loro per la lezione di magia. Le cose non vanno per il verso giusto e ben presto il caos regna sovrano.

## Compagni di stanza
La tana di Clover è allagata così decide di trasferirsi nella stanza di Sofia. La convivenza tra i due non sarà semplice come credevano.

## La fata madrina
Ruby chiede aiuto ad una fata madrina di nome Tizzy a farla vincere ad una gara di corse.

## Sfida a palla stregata
Amber e James vogliono che Sofia faccia parte del loro team di palla stregata. Sofia non sa decidere per quale squadra dovrebbe partecipare.

## Una principessa piccolissima
L'amuleto dona a Sofia il potere di rimpicciolirsi, ma a causa di un litigio con la madre in seguito non riesce più a tornare alle sue dimensioni normali.

## Il ranuncolo Amber
Amber viene eletta come 'Ricognitore', ma ben presto capisce di non essere tagliata per questo incarico.

## Carol della freccia
Carol si lamenta che la famiglia reale non fa niente per i suoi sudditi così Sofia decide di travestirsi per aiutare la gente del villaggio.

## Amiche del cuore
Clio aiuta Sofia ad esercitarsi a cantare. Sofia scopre che Clio è molto brava e la convince a partecipare alle audizioni.

## Minimus è scomparso!
Wendell rapisce tutti i pegaso del regno compreso Minimus. Sofia inizia le ricerche per salvarlo.